# Застава Острва Принца Едварда
Застава Острва принца Едварда угледа се на грб Острва Принца Едварда и заправо је приказ штита. Размере су 2:3, а три стране заставе (све сем јарболне) имају ивицу од наизменичних трака црвене и беле боје.
Горња трећина заставе је енглески лав у пролазу на црвеној позадини, а доње две трећине заузима приказ острва на коме се налазе три мала храста (симболи округа Принс, Квинс и Кингс) и велики храст који их штити - симбол Уједињеног Краљевства.